# ماریانو لائورنتی
ماریانو لائورنتی (ایتالیایی: Mariano Laurenti؛ ۱۵ آوریل ۱۹۲۹ – ۶ ژانویهٔ ۲۰۲۲) کارگردان فیلم اهل ایتالیا بود که بیشتر در زمینهٔ کمدی سکسی سبک ایتالیایی فعالیت داشت.

## گزیده فیلمشناسی
از فیلم‌هایی که وی در آن‌ها نقش داشته است، می‌توان به یک هفته کنار دریا، ببخشید شما نرمال هستید؟، تعطیلات زمستانی، تعطیلات زمستانی، تعطیلات کاکتوسی، عالیجناب با معشوقه‌اش زیر تخت، دانش‌آموز رفوزه به آقای مدیر چشمک زد، زن کولی، سرتاسر طنز، راهبه آتش‌پاره، بیوه دل‌ربا، پوکر در رختخواب، ضعف اخلاقی خانوادگی، خانم معلم به دبیرستان پسرانه می‌رود، فضول، کلاس مختلط، خانم پرستار در تیمارستان نظامی، پرستار شب، دختر دبیرستانی در کلاس رفوزه‌ها، خانم صاحبخانه، چگونه معلم‌تان را از راه بدر کنید و اوبالدا، سر تا پا عریان و داغ اشاره نمود.